# غر كلاغ نشين امير أباد (دشت روم)
غر کلاغ نشین امیر أباد (بالفارسية: گرکلاغ نشین امیرآباد) هي قرية تقع في إيران في قسم دشت روم الريفي. يقدر عدد سكانها بـ 441 نسمة بحسب إحصاء 2016.